# Curtis Peebles
Curtis Peebles (* 4. Mai 1955 in San Diego, Kalifornien; † 25. Juni 2017) war ein US-amerikanischer Luft- und Raumfahrthistoriker. Schwerpunkte seiner Forschung waren insbesondere die Luft- und Raumfahrt im Kalten Krieg, aber auch das UFO-Phänomen.

## Leben

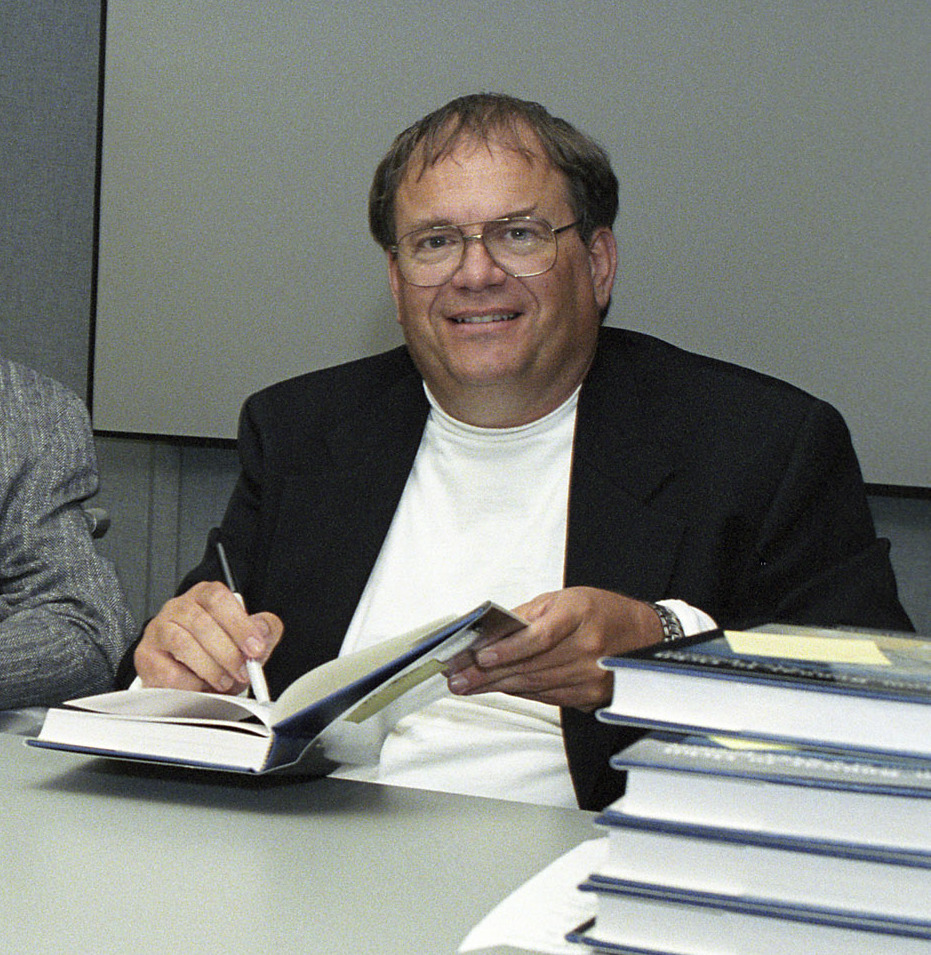
Curtis Peebles

Ab 1977 arbeitete Peebles als freier Mitarbeiter in einer Luftfahrttechnologie-Firma. 1985 absolvierte er sein Geschichtsstudium an der California State University, Long Beach mit einem Bachelor of Arts.  
In den 1990er-Jahren arbeitete er als Historiker für die Smithsonian Institution, von 2000 bis 2013 für das Dryden Flight Research Center. Er war Fellow der 1933 gegründeten British Interplanetary Society und Mitglied der Flight Test Historical Foundation.  
Peebles veröffentlichte rund ein Dutzend Monografien und circa 40 Magazinartikel. 2013 wurde ein fortschreitender Gedächtnisverlust diagnostiziert. Er verstarb, Einzelheiten sind nicht bekannt, am 25. Juni 2017.

## Bibliographie (Auswahl)
- Probing the Sky. Selected NACA Research Airplanes and Their Contributions to Flight, NASA/National Aeronautics and Space Administration 2014. ISBN 9781626830219
- Twilight Warriors. Covert air operations against the USSR, Annapolis, MD (Naval Institute Press) 2005.
- Shadow flights. America’s secret air war against the Soviet Union, Novato, CA (Presidio Press) 2000.
- Corona project. America’s first spy satellites, Annapolis, MD (Naval Institute Press) 1997.
- High frontier. The U.S. Air Force and the Military Space Program, Washington, DC (Air Force History and Museums Program) 1997; Digitalisat bei books.google.de
- Dark eagles. A history of top secret U.S. aircraft programs, Novato, CA (Presidio) 1995.
- Watch the Skies! A Chronicle of the Flying Saucer Myth, Washington/London (Smithsonian Institution Press) 1994. ISBN 1-56098-343-4
- Moby Dick Project. Reconnaissance balloons over Russia, Washington, DC (Smithsonian Institution Press) 1991.